# Ingrid Arauco
Ingrid Arauco (* im 20. Jahrhundert) ist eine US-amerikanische Komponistin und Musikpädagogin.

## Leben
Arauco studierte Komposition am Goucher College bei Robert Hall Lewis und bei George Crumb, George Rochberg, Richard Wernick und C. Jane Wilkinson an der University of Pennsylvania, wo sie den Doktorgrad erlangte. Sie erhielt Auszeichnungen und Stipendien der American Guild of Organists, von Yaddo und MacDowell. 1995–96 erhielt sie ein Individual Artist Fellowship der Delaware Division of the Arts. Sie unterrichtete an der University of North Carolina at Chapel Hill und ist Ruth Marshall Magill Professor of Music am Haverford College und war die Leiterin von dessen Musikdepartment. Ab 2006 koordinierte sie hier das Network for New Music mit Konzerten, Meisterklassen und Kooperationen von komponierenden Studenten und Musikern.
Kompositionsaufträge erhielt Arauco u. a. von der Philadelphia Chamber Music Society und der Kindler Foundation der Kongressbibliothek. Ihre Kompositionen wurden von verschiedenen Ensembles, darunter dem Colorado Quartet, dem Network for New Music, dem Atlanta Symphony Orchestra, dem Jasper String Quartet, dem Holzbläsersextett Bandwidth, dem Lang-Rainwater Project und dem Saxophon-Klavier-Duo Jonathan Hulting-Cohen und Jiayan Sun aufgeführt und wurden u. a. bei der Oundle International Organ Week, beim Festival "Compositores de Hoje" in Rio de Janeiro und dem Festival de Música Contemporánea in Havanna vorgestellt.
2016 komponierte sie ein Streichquartett für das Amernet String Quartet, 2018 die Sonata con Serenata für den Gitarristen Jordan Dodson. Für das Kammermusikensemble Third Sound komponierte sie 2024 Awakenings. Ihre Kompositionen erscheinen bei Theodore Presser Co. und Hinshaw Music und wurden bei den Labels Albany, Innova, PnOVA, Capstone und Meyer Media aufgenommen.

## Werke
- Via Cordis für Kammerorchester
- Sextet für Flöte, Oboe, Klarinette, Altsaxophon, Horn und Fagott
- Sonata for Two Pianos
- Sonata for Piano
- String Quartet No. 1
- String Quartet No. 2
- String Quartet No. 3
- Resonances for solo piano
- Ruby für Altsaxophon solo
- Fantasy-Quartet für Violine, Cello, Klarinette und Klavier
- Three for Two für Klarinette und Cello
- Vistas für Flöte und Klavier
- Trio für Klarinette, Viola und Klavier
- Divertimento für Trompete, Violine und Cello
- Violiloquy für Viola  solo
- Pavane-Variations für Flöte, Violine, Gambe, Cello und Cembalo
- Envoi für Klavier
- Ritorno für Klavier
- Hommage à Pierrot für Klavier
- Meditation für Klavier
- Sonata für Cello und Klavier
- Piano Quartet
- Florescence für Flöte und Cembalo
- Triptych für Klavier
- Jasper für Oboe solo
- Trio für Oboe, Violine und Klavier